# Exposition spécialisée de Helsingborg 1955
L’Exposition internationale des Arts appliqués de l’Habitation et de l’Aménagement intérieur , H55, est une Exposition dite « Spécialisée », reconnue par le Bureau international des Expositions, qui s’est déroulée du 10 juin au 28 août 1955 à Helsingborg, en Suède sur le thème du milieu de l’Homme moderne. Inspirée par l’esprit d’après-guerre, H55 a été organisée sur une jetée du bord de mer. Le designer et architecte Carl-Axel Acking en a, notamment, conçu trois pavillons. Des œuvres architecturales de Le Corbusier (cité radieuse de Marseille), de Pierre Vivien à Boulogne-sur-Mer et de Jean Prouvé furent présentées au sein du pavillon français. Des reproductions d’œuvres de Picasso, Vasarely et Manessier étaient également présentées à cette exposition.